# Ateleia hexandra
Ateleia hexandra es una especie fanerógama de la familia Fabaceae. El epíteto específico alude a los 6 estambres que normalmente poseen las flores de esta especie, característica también compartida con Ateleia chiangii.

## Descripción
Son árboles de 2 a 5 m de alto, de corteza rugosa de aspecto liso, gris-verdosa, ramas abundantemente lenticeladas, hojas, de 9 a 17.5 cm, pecíolos de 1.5 a 3 cm cilíndricos, foliolos de 7 a 13, los basales orbiculares a ovados de 1.6 cm de ancho por 12 de largo, todos los folíolos con el borde liso y el ápice agudo a acuminado, de color verde obscuro, glabros por el haz y envés. Inflorescencias estaminadas de 4 a 9 cm racemosas a paniculadas, el raquis generalmente pubescente. Flores de 5 mm pediceladas con el cáliz turbinado a campanulado, puberulento; pétalos de 3 por 1.5 mm cocleados, reflejos y glabros; estambres 6 muy rara vez 7, anteras amarillentas dorsifijas y oblongas. Inflorescencias pistiladas de 6 a 12 cm de largo, axilares, multifloras. Flores de 5 mm pediceladas; cáliz de 1 a 2.5 mm, campanulado cuando viejo; pétalos de 3 a 4 por 2 mm., cocleados, reflejos en la antesis; estaminodios 6, de 1.5 a 2 mm.; ovario de 2 por 1 mm., oblongo completamente glabro; el estigma discoide. Frutos de 2 a 3 cm de largo por 1.4 de ancho glabros; semillas de 6 por 4 mm, reniformes.

## Distribución y hábitat
Se distribuye en México en el estado de Chiapas, llega hasta Guatemala, en Huehuetenango.
Se desarrolla en suelos calizos y rocosos, en selvas bajas caducifolias, entre los 1000 y 1300 m s.n.m.

## Estado de conservación
No se encuentra bajo ninguna categoría de riesgo en las normas mexicanas e internacionales (Norma Oficial Mexicana 059).